# Luitenant-ter-zee
Luitenant-ter-zee is een rang bij de Nederlandse Koninklijke Marine en bij de Marinecomponent van de Belgische strijdkrachten.
Luitenant-ter-zee kent bij de Nederlandse marine vier gradaties, waarvan de hoogste een hoofdofficier is en de andere drie subalterne (ondergeschikte) officieren zijn.
Luitenant-ter-zee der 1e klasse is vergelijkbaar met majoor bij land- en luchtstrijdkrachten.
Luitenant-ter-zee der 2e klasse - oudste categorie is overeenkomstig kapitein bij land- en luchtstrijdkrachten.
Luitenant-ter-zee der 2e klasse komt overeen met eerste luitenant.
Luitenant-ter-zee der 3e klasse komt overeen met tweede luitenant.
Bij de Belgische marine kent de rang twee gradaties, die beide tot de lagere officieren (subalterne officieren) behoren:
Luitenant-ter-zee 1e klasse is vergelijkbaar met kapitein-commandant bij land- en luchtstrijdkrachten.
Luitenant-ter-zee is vergelijkbaar met kapitein bij land- en luchtstrijdkrachten.